# Тайтус О’Нил
Таддеус Баллард (англ. Thaddeus Bullard, род. 29 апреля 1977, Тампа, Флорида) — американский профессиональный рестлер и игрок в американский футбол. Баллард выступал за футбольную сборную Флоридского университета, а позже в Arena Football League. В настоящее время выступает в WWE под именем Тайтус O’Нил. Участвовал во втором сезоне NXT, а также в пятом сезоне NXT Redemption.
Член Зала славы WWE с 2020 года в номинации «Награда Воина».

## Карьера футболиста
По окончании школы Балларду предложили спортивную стипендию во Флоридском университете, где он выступал за футбольную команду «Флорида Гейторс» с 1997 по 2000 год. За это время он отыграл за команду 44 игры, из которых в трёх вышел в стартовом составе. В апреле 2000 года он был выбран вице-президентом студенческого совета, а в августе 2000 года окончил обучение. По окончании университета он выступал в Arena Football League с 2003 по 2007 год за команды «Юта Блейз», «Тампа Бей Шторм», «Лас-Вегас Гладиаторс» и «Каролина Кобрас».

## Карьера в рестлинге

### World Wrestling Entertainment / WWE

#### Florida Championship Wrestling (2009—2011)
Таддеус Баллард подписал контракт с World Wrestling Entertainment в 2009 году и начал тренироваться в региональном отделении Florida Championship Wrestling. Его телевизионный дебют состоялся 16 января 2010 года во время шоу FCW на Bright House Sports Network, где он выступил под именем Тайтус O’Нил в командном поединке вместе со Скипом Шеффилдом. Матч закончился их поражением от команды Вэнса Арчера и Алекса Райли. 3 декабря O’Нил в команде с Дэмиеном Сэндоу завоевали титул командных чемпионов Флориды, победив Ксавье Вудса и Мэйсона Райана. Этот титул они удерживали до 25 марта 2011 года, когда проиграли Ричи Стимбоату и Сету Роллинсу.

#### NXT (2010—2012)
1 июня 2010 года, во время финала первого сезона WWE NXT было объявлено, что Тайтус O’Нил будет участвовать во втором сезоне шоу, где его наставником будет Зак Райдер. Его дебют состоялся 8 июня, когда он вместе с Райдером проиграли Эли Коттонвуду и Джону Моррисону. Во время боя и после него O’Нил и его наставник всё время ругались и на следующей неделе провели бой между собой. Через две недели O’Нил стал первым участником шоу, выбывшим из дальнейшего участия. Следующее появление O’Нила на шоу состоялось 31 августа во время финала второго сезона, где он вместе с другими выбывшими участниками напал на победителя шоу Кавала.
21 марта 2011 года O’Нил и ещё шесть бывших участников NXT был выбран для участия в пятом сезоне шоу NXT Redemption, где его наставником стал Хорнсвоггл. На премьере сезона она победил Лаки Кэннона в главном событии вечера. O’Нил и Хорнсвоггл враждовали с Дарреном Янгом и его наставником, давнего врага Хорнсвоггля, Чаво Герреро. На одном из выпусков бывший наставник O’Нила Райдер вернулся в NXT, чтобы провести с ним поединок, в котором O’Нил проиграл. 12 июля 2011 года он встретился с Дарреном Янгом и Дерриком Бэтменом в поединке «тройная угроза» на выбывание, в котором победу одержал Бэтмен. 8 дней спустя O’Нил в команде с ведущим NXT Мэттом Страйкером победили команду Янга и Бэтмена.
8 сентября на шоу WWE Superstars O’Нил в команде с Перси Уотсоном проиграл Курту Хокинсу и Тайлеру Рексу. Позже O’Нил и Уотсон победили команды Бэтмена и Тайсона Кидда и Бэтмена и JTG, однако проиграли Янгу и JTG. 16 ноября 2011 года O’Нил был атакован вернувшимся Дарреном Янгом. Окончанием фьюда между двумя рестлерами стал поединок без дисквалификаций 19 января, в котором победил O’Нил. Позже O’Нил стал хилом. И ещё до окончания сезона NXT он был переведён в SmackDown.
25 января во время эпизода NXT O’Нил попытался убедить своего друга Перси Уотсона также стать хилом и когда тот отказался, толкнул его, а позже в матче победил. После матча O’Нил продолжил бить Уотсона, пока тому на помощь не пришёл Алекс Райли. O’Нил сформировал альянс со своим бывшим врагом Дарреном Янгом и пара победила Уотсона и Райли 1 и 29 февраля. O’Нил также оказался сильнее Райли 22 февраля. 7 марта Уотсон получил право а матч-реванш против O’Нил, в котором одержал победу. После этого O’Нил и Янг стали враждовать с Усос.
В 2020 году введен в Зал славы WWE, получив «Награду Воина» за свою деятельность филантропа. Является основателем «Фонда семьи Баллард», который помогают нуждающимся жителям Тампа-Бэй.

## Приёмы
- Финишеры
  - Clash of the Titus (Sitout spinebuster)
  - Million Dollar Slam (Pumphandle powerslam) — 2015; на данный момент используется как коронный приём

- Коронные приёмы
  - Big Boot
  - Fallaway Slam, иногда после Backbreaker
  - Shoulder Block
  - Inverted Falling Front Slam
  - Shoulderbreaker — 2010—2012
  - Sidewalk Slam — 2010—2012
  - Snap Scoot Powerslam — 2011—2012
  - Различные вариации приёма Backbreaker
    - Canadian
    - Pendolum — 2010—2012
    - Multiple

## Титулы и достижения
- Florida Championship Wrestling
  - Командный чемпион Флориды (1 раз) — с Дэмиеном Сэндоу[2]

- WWE
  - Командный чемпион WWE (1 раз) — с Дарреном Янгом
  - Чемпион WWE 24/7 (1 раз, первый)
  - Награда Воина (2021)
- Pro Wrestling Illustrated
  - № 169 в списке 500 лучших рестлеров 2012 года[3]

- Wrestling Observer Newsletter
  - Худший фьюд года (2016) против Даррена Янга[4]